# Nanumaga
Nanumaga, anciennement orthographié Nanumanga, est une île corallienne des Tuvalu, un État-archipel d'Océanie.
Nanumaga est située dans le Nord-Ouest des Tuvalu, au sud de Nanumea et au nord-ouest de Nui.

## Géographie
Il s'agit d'une île corallienne dont les matériaux calcaires se sont édifiés sur des terrains d'origine volcanique. Son relief plat présente une dépression centrale occupée par trois petits lacs qui font ressembler l'île à un atoll. Le tout est entouré par un récif corallien.

## Population

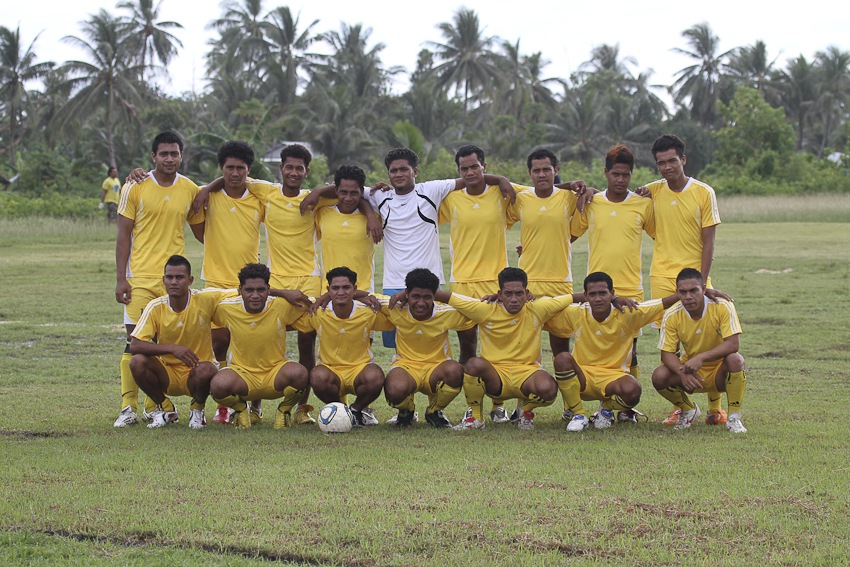
L'équipe de football en 2012.

Les 589 habitants de l'île sont regroupés dans les villages de Toga (au sud) et Tokelau (au nord), situés sur la côte occidentale.

## Archéologie
L'île a fait l'objet d'une controverse scientifique depuis la découverte des grottes marines de Nanumaga.

## Personnalités
- Nese Ituaso-Conway, femme politique tuvalaise, y est née.